# شاه شهیدان (رودبار)
شاه شهیدان روستایی از توابع بخش خورگام شهرستان رودبار در استان گیلان ایران است که در جنوب دامنه شرقی قله درفک قرار گرفته است. نزدیک‌ترین شهر به روستای شاه شهیدان، شهر دیلمان است.

## موقعیت و پیشینه
مردم روستا به زبان گیلکی با گویش گالشی صحبت می‌کنند. شاه شهیدان با داشتن آب و هوایی کوستانی و دلچسب، چشمه‌سارهای فراوان و دشت‌هایی مسطح و هموار سکونت‌گاهی مناسب برای اقوام دیلم به شمار می‌آمده است. هرچند متاسفانه (و به دلایل نامشخص) روایت‌هایی بومی که تاریخ و پیشینه اصلی روستا را سینه به سینه منقل کرده و در تشخیص نام (یا نام‌های) قدیمی و تاریخ روستا مفید واقع شوند موجود نیست. تنها روایاتی درباره ماجرای عزیمت و قتل احتمالی ساداتی که هم‌اکنون در مزار کنونی شاه‌شهیدان مدفون هستند در میان مردم روستا رایج است. با این حال، وقوع روستا در منطقه‌ای مناسب از نظر آب و هوا، وجود مراتع مناسب و چشمه‌سارهای متعدد، پوشیده بودن توسط کوه‌های مرتفع پیرامون در کنار وجود شواهدی مانند بقایای قلعه‌ای مخروبه روی کوه واقع در بخش شمالی روستا نشان از سکونت دیرگاه اقوام در این ناحیه دارد.
حسب شواهد موجود، پیشه تمامی مردم روستا پیش از وقوع اصلاحات ارضی دامداری بوده و مردم روستابه صورت کوچ‌نشین زندگی می‌کرده‌اند. به گونه‌ای که ساکنین آن در فصول گرم سال در مرتع سردسیر (ییلاقی) شاه‌شهیدان اقامت داشته و در فصول سرد در روستاهایی از بخش‌های بلوکات شهرستان رودبار و بخش‌هایی از شهرستان سیاهکل سکنی می‌گزیدند. تقریبا مقارن با وقوع اصلاحات ارضی در دهل چهل برخی از روستاییان اقدام به ترک کوچ‌نشینی و سکونت دائم در روستا نمودند.
روستای شاه‌شهیدان بیش از هر چیز توسط مراسم علم‌واچینی خود در میان مردم استان گیلان شناخته شده است. رسمی که در میان تعداد زیادی از روستاهای دارای زیارت‌گاه شاخص در مناطق شرقی و جنوبی گیلان رایج است. شاید بتوان ادعا کرد بزرگترین مراسم علم واچینی گیلان در شاه شهیدان خورگام برگزار می‌شد. پیشینه مراسم علم‌واچینی به برگزاری مراسم نوروزبل و سال نو دیلمی برمی‌گردد. زیرا که طبق اعتقاد مردم روستا همیشه مراسم علم‌واچینی می‌بایست در یک جمعه نزدیک به روز ۱۷ مرداد انجام گیرد. نیک می‌دانیم که روز ۱۷ مرداد نیز آغاز سال نو یا نوروز بل دیلمی است. احتمالا با توجه به افزایش باورهای مذهبی مردم روستا در سال‌های پذیرش اسلام (از طریق پناه دادن به سادات علوی) و توجه به کوچ‌نشین بودن و عدم حضور مردم در محل امامزاده، در سال‌هایی که محرم در فصول سرد سال واقع می‌شده است، مردم با ایجاد تغییراتی در مراسم نوروزبل، اقداماتی مذهبی نیز برای آن در نظر گرفتند. به مرور زمان این مراسم کاملا ساختاری مذهبی پیدا کرده و به شکل عزاداری رایج شده است.

## جمعیت
این روستا در دهستان خورگام قرار دارد و براساس سرشماری مرکز آمار ایران در سال ۱۳۸۵، جمعیت آن ۱۰۷ نفر (۳۰خانوار) بوده‌است.